# Kagera (region)
Kagera  er en af Tanzanias 26 administrative regioner.  Den ligger i det nordvestlige hjørne af Tanzania, og grænser til Uganda i nord, Rwanda og Burundi i vest, regionerne Kigoma og Shinyanga mod syd, regionen Mwanza og Victoriasøen mod øst. Regionen har  2.469.903 indbyggere i 2009 på et areal på 28.388 km².. Regionhovedstaden er Bukoba.
Kagera ligger mellem 1°00' og 2°45' syd og 30°25' og 32°40' øst. Dette inkluderer en stor del av Victoriasjøen. Regionen er Tanzanias 15. største, og arealet  udgør ca. 3,2 % af Tanzanias areal på 883.749 km².
Regionen blev tidligere kaldt West Lake. Den blev omdøbt til Kagera efter krigen mellem Uganda og Tanzania, da Idi Amin forsøgte at annektere regionen. Den er opkaldt efter floden Kagera, som løber fra Rwanda og gennem Tanzania før den løber ud i Victoriasøen.
Kagera består af otte distrikter: Bukoba Urban, Bukoba Rural, Misenyi, Muleba, Karagwe, Ngara, Chato og Biharamulo. Frem til 2000 bestod den af seks distrikter; da blev Bukoba Rural inddelt i nye Bukoba Rural og Misenyi, og Buharamulo blev inddelt  i nye Biharamulo og Chato.

## Eksterne kilder og henvisninger
1. ↑   National Bureau of Statistics, Tanzania; Regional and District Projections
2. ↑   Statoids, Regions of Tanzania

- Officiel webside
- Tanzanias regerings side om Kagera

1°55′S 31°18′Ø / 1.917°S 31.300°Ø